# Plouvain
Plouvain település Franciaországban, Pas-de-Calais megyében. Lakosainak száma 454 fő (2022. január 1.). Plouvain Biache-Saint-Vaast, Gavrelle, Pelves és Rœux községekkel határos.

## Népesség
A település népességének változása:
| Lakosok száma | 454  | 452  | 458  | 454  | 457  | 460  | 457  | 454  | 454  |
|               | 2013 | 2015 | 2016 | 2017 | 2018 | 2019 | 2020 | 2021 | 2022 |